# 杉崎監督.com
杉崎監督.com（すぎさき　かんとく　どっとこむ）は社会派お笑いユニット。

## 来歴
杉崎監督ドットコム（杉崎監督.com）は映画監督の杉崎智介、女優でアーティストのReeSyaの2名からなるユニットで、時事問題を題材にしたコントを得意としている。ReeSyaはユニット結成当時、女優・古郡ひろみの付き人をしていた。その前は神楽坂で1年、銀座で2年ホステスをしており、その前はアパレルメーカーの渋谷店長をやっていたという異色の経歴である。

## 作品
- 『杉崎監督.com』 - 2011年11月発売。

## 活動
FMヨコハマのMIDNIGHT SHELTERという木曜日26時〜の深夜番組が杉崎監督.comの番組であったが、ラジオパーソナリティー・ReeSyaの番組になっており、ユニットとして活動しているケースは少ない。

## ソロ活動
ReeSyaは2010年5月現在、FMヨコハマ、NACK5レギュラーでラジオパーソナリティーを務め、テレビ東京Inter FMでラジオドラマに出演している。同番組はすべて杉崎智介も出演している。ReeSyaは歌手としてソロ活動している。